# Liudianji
Liudianji (kinesiska: 刘店集, 刘店集乡) är en socken i Kina. Den ligger i provinsen Henan, i den centrala delen av landet, omkring 230 kilometer öster om provinshuvudstaden Zhengzhou. Antalet invånare är 27 022. Befolkningen består av 13 569 kvinnor och 13 453 män. Barn under 15 år utgör 21,0 %, vuxna 15-64 år 68 %, och äldre över 65 år 10,0 %.
Genomsnittlig årsnederbörd är 945 millimeter. Den regnigaste månaden är juli, med i genomsnitt 207 mm nederbörd, och den torraste är januari, med 9 mm nederbörd.